# Rhipidura opistherythra
El abanico de las Tanimbar (Rhipidura opistherythra) es una especie de ave paseriforme de la familia Rhipiduridae endémica del sureste de Indonesia.

## Distribución y hábitat
Se encuentra únicamente en las islas Tanimbar, en el extremo oriental de las islas menores de la Sonda. Sus hábitats naturales son los selvas tropicales de tierras bajas y los manglares.